# Peter Reiter (Pianist)

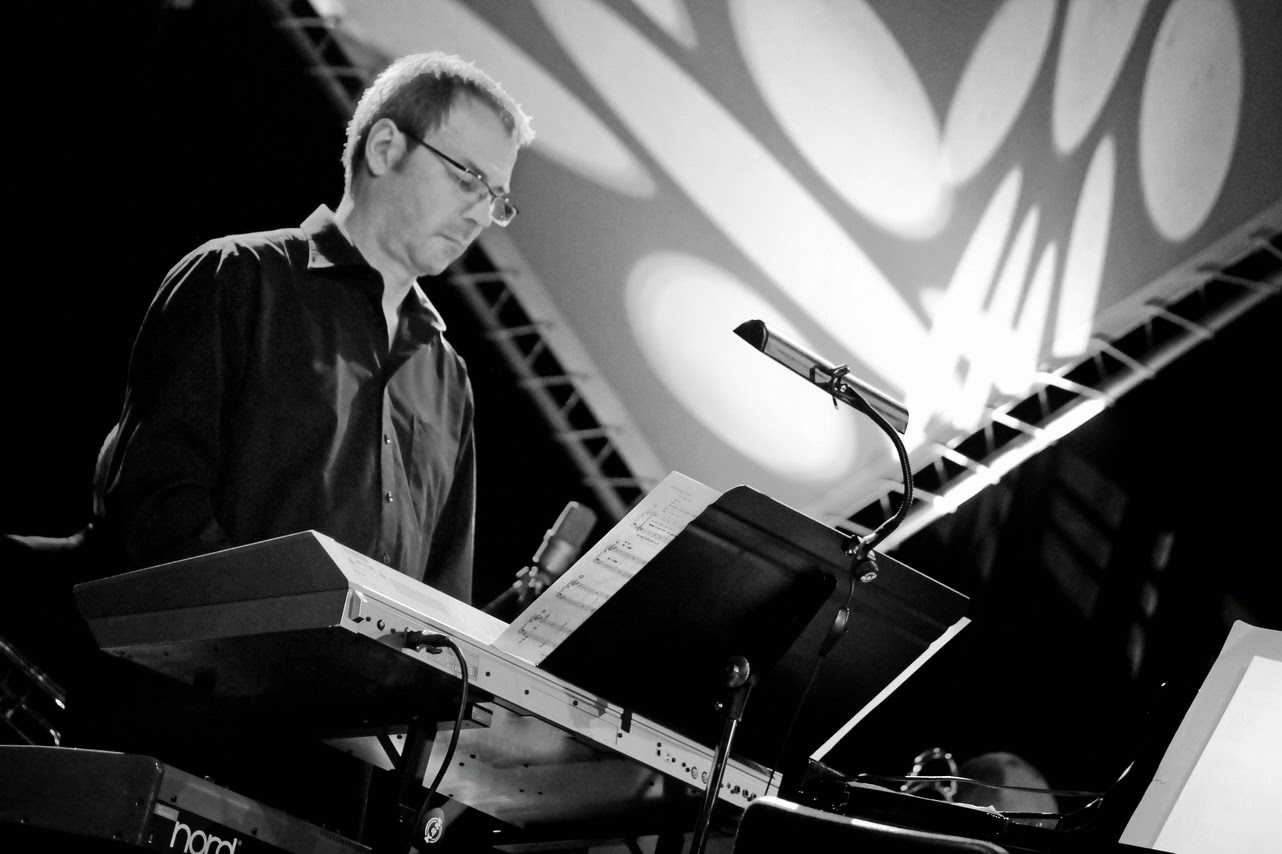
Peter Reiter auf dem Jazzfestival St. Ingbert 2015

Peter Reiter-Schaub (* 2. Dezember 1959 in Rastatt) ist ein deutscher Komponist und Musiker (Tenor- und Sopransaxophon, Piano) des Modern Jazz.

## Leben und Wirken
Reiter erhielt ab dem fünften Lebensjahr Klavierunterricht und lernte als Jugendlicher Fagott. Er studierte ab 1976 an der Hochschule für Musik und Darstellende Kunst Stuttgart, war 1978/1979 als Fagottist in der Badischen Staatskapelle Karlsruhe tätig, um dann an der Hochschule für Musik Jazzpiano zu studieren. Seit den 1980er Jahren leitete er eigene Bands, war aber auch Mitglied im Tobias Langguth Trio und im Quartett von Fritz Hartschuh. Seit 1999 ist er Pianist der hr-Bigband. Er war mit Jon Eardley, Al Foster, Tony Lakatos, Dusko Goykovich, Hana Hegerová und Vitold Rek auf Tournee und wirkte auch an Aufnahmen von Heinz Sauer, Chaka Khan, Jeanette McLeod und Jule Neigel mit.
Daneben komponierte und arrangierte er auch für Big Bands. Auch schrieb er die Orchestersuite „Hallo Marlene“ für Saxophontrio und Orchester und „Weill ... die Musik nach Amerika ging“ für Holzbläserquintett und Jazztrio, die 1998 auf den Jazztagen Mannheim uraufgeführt wurde. Mit German Marstatt und Manfred Honetschläger komponierte er eine Messe für die Johanneskirche Darmstadt. Auch war er als Dozent an der Johannes-Gutenberg-Universität Mainz tätig.
Reiter lebt in der Nähe von Darmstadt.

## Diskographische Hinweise
- Your Romance (1988)
- Fritz Hartschuh: Monk Project (1993)
- Charlie Mariano & Vitold Rek feat. Peter Reiter - Cathedral vol. 1 (TMP CD 611); 2005

## Lexigraphische Einträge
- Martin Kunzler: Jazz-Lexikon. Band 2: M–Z (= rororo-Sachbuch. Bd. 16513). 2. Auflage. Rowohlt, Reinbek bei Hamburg 2004, ISBN 3-499-16513-9.